# يوليوس كلينغر
يوليوس كلنجر (بالألمانية: Julius Klinger)‏ (1942 22 مايو 1876) رسام نمساوي وفنان رسم تجاري، منضد الحروف وكاتب. درس كلينغر في متحف جيولوجيم للتكنولوجيا في فيينا. 

## الأعمال المبكرة في فيينا وميونيخ
ولد كلينغر في دورنباخ بالقرب من فيينا. في عام 1895، وجد أول عمل له مع فيينا مجلة الموضة وينر الوضع. هنا تعرف على كولومان موسر، الذي سيكون فيما بعد معلمه؛ أوصى موسر به إلى Meggendorfer-Blätter. 

## برلين

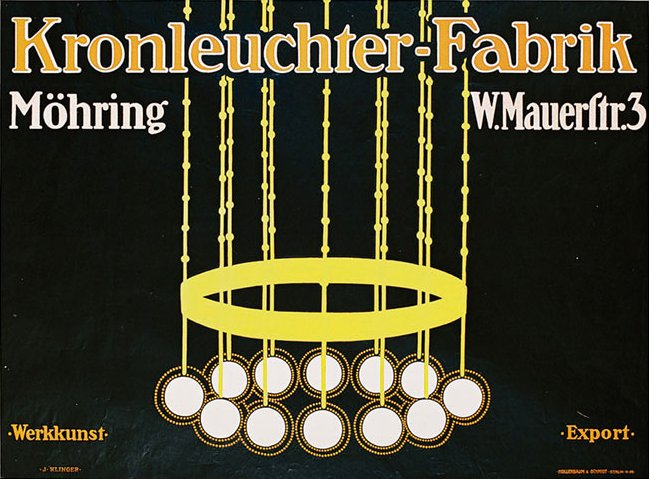
يوليوس كلينجر: 1908 ، مصنع Möhring الشمعدانات

في عام 1897 انتقل إلى برلين، حيث عمل على نطاق واسع كفنان جرافيك تجاري حتى عام 1915. جنبا إلى جنب مع دار الطباعة Hollerbaum und Schmidt، قام بتطوير أزياء جديدة لتصميم الملصقات الوظيفية التي اكتسبت سمعة عالمية له بسرعة.  في عام 1912 قام بتصميم الملصق لمعرض Rund um Berlin الجوي في Johannisthal. في برلين، ساهم أيضًا في مجلات Das kleine Witzblatt وLustige Blätter و Das Narrenschiff.

## بعض من عمله

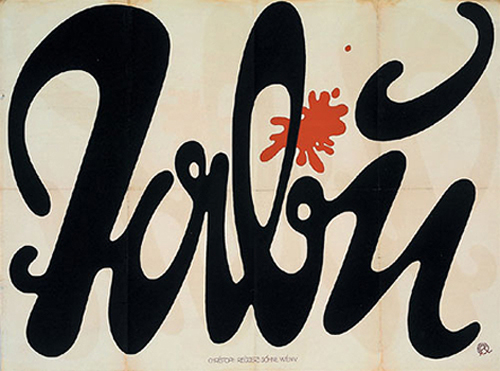
الإعلان عن ورقة السجائر "Tabu" (1919).
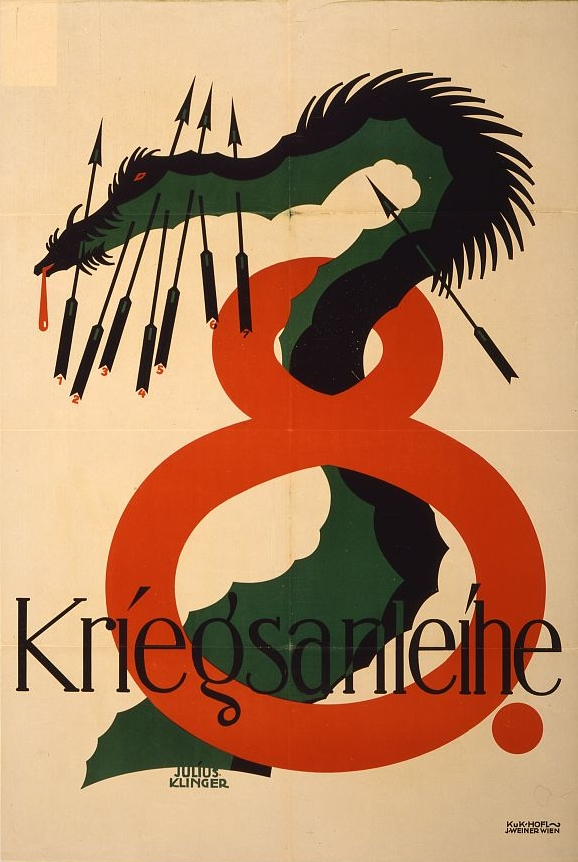
ملصق ل 8 e war war ، النمسا - المجر (1918).
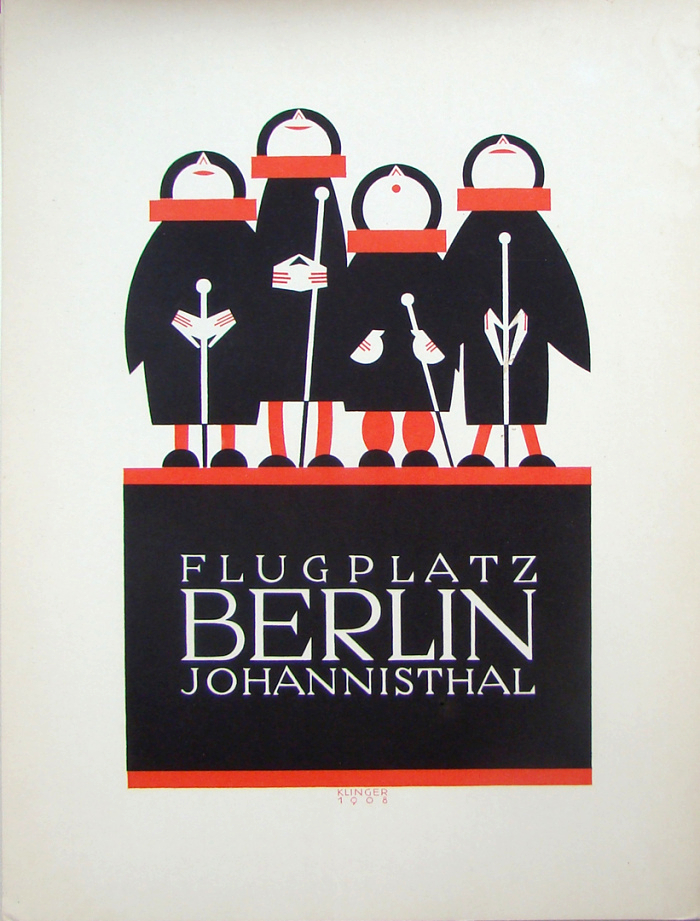
Aéroport Johannisthal de Berlin (1908).
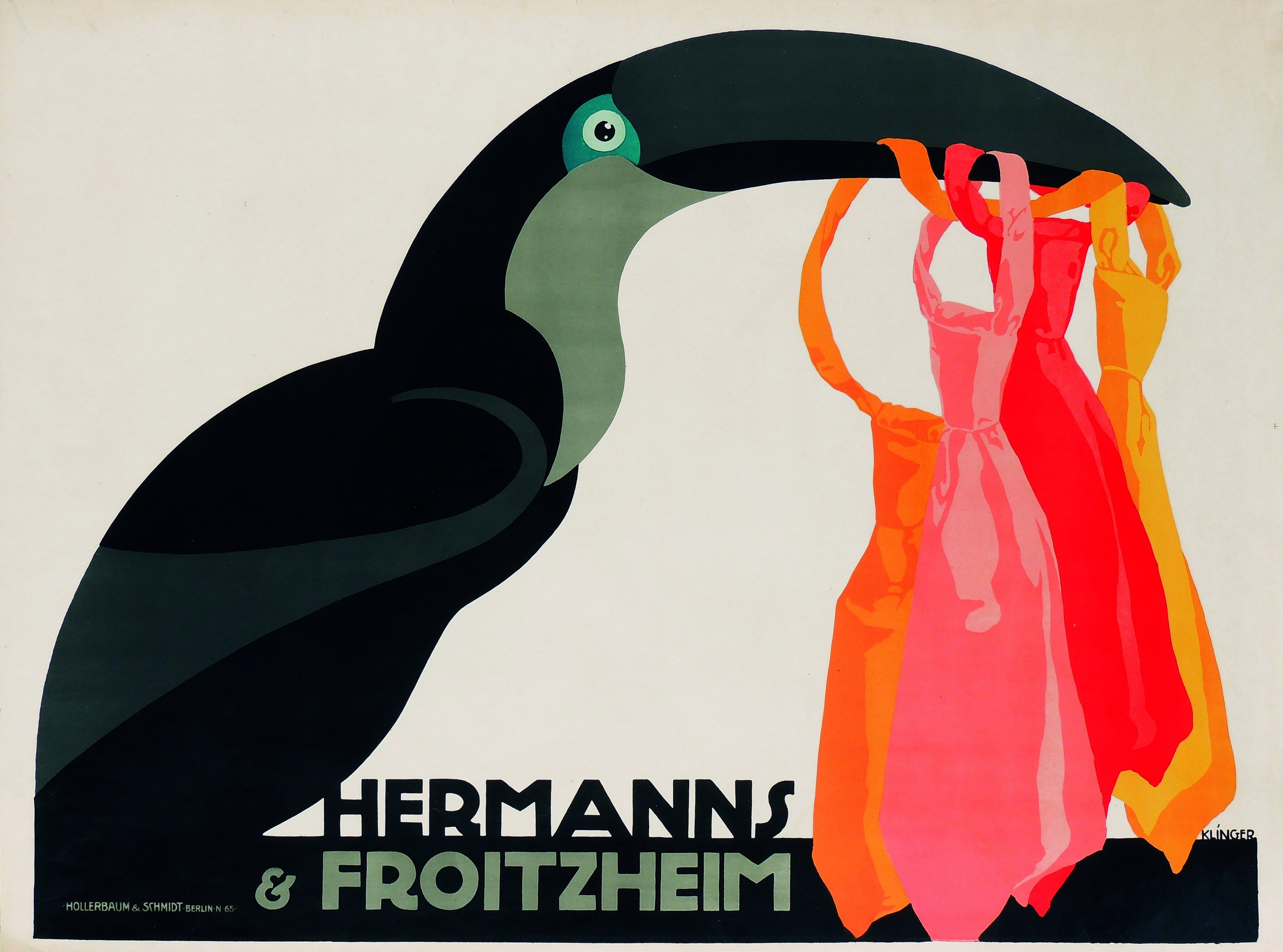
Cravates Hermanns & Froitzheim (1911).
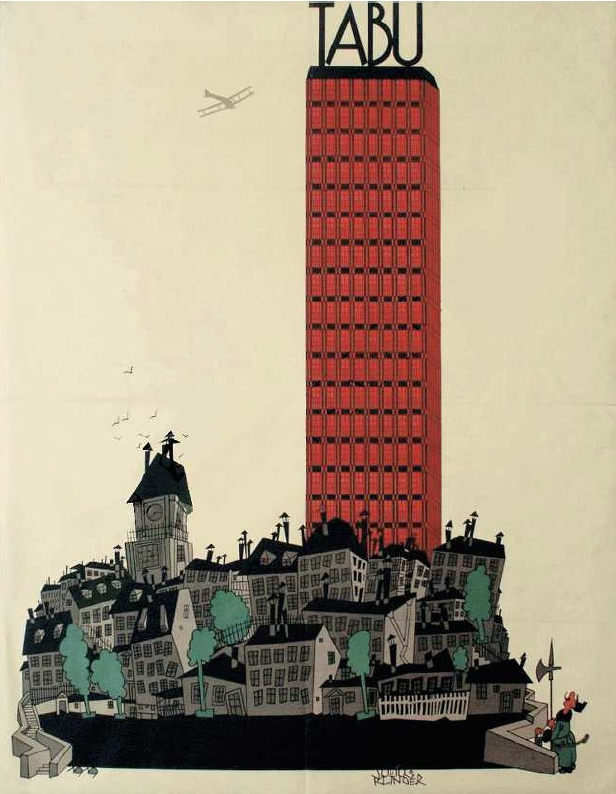
ملصق ورق السجائر "Tabu" (1919).
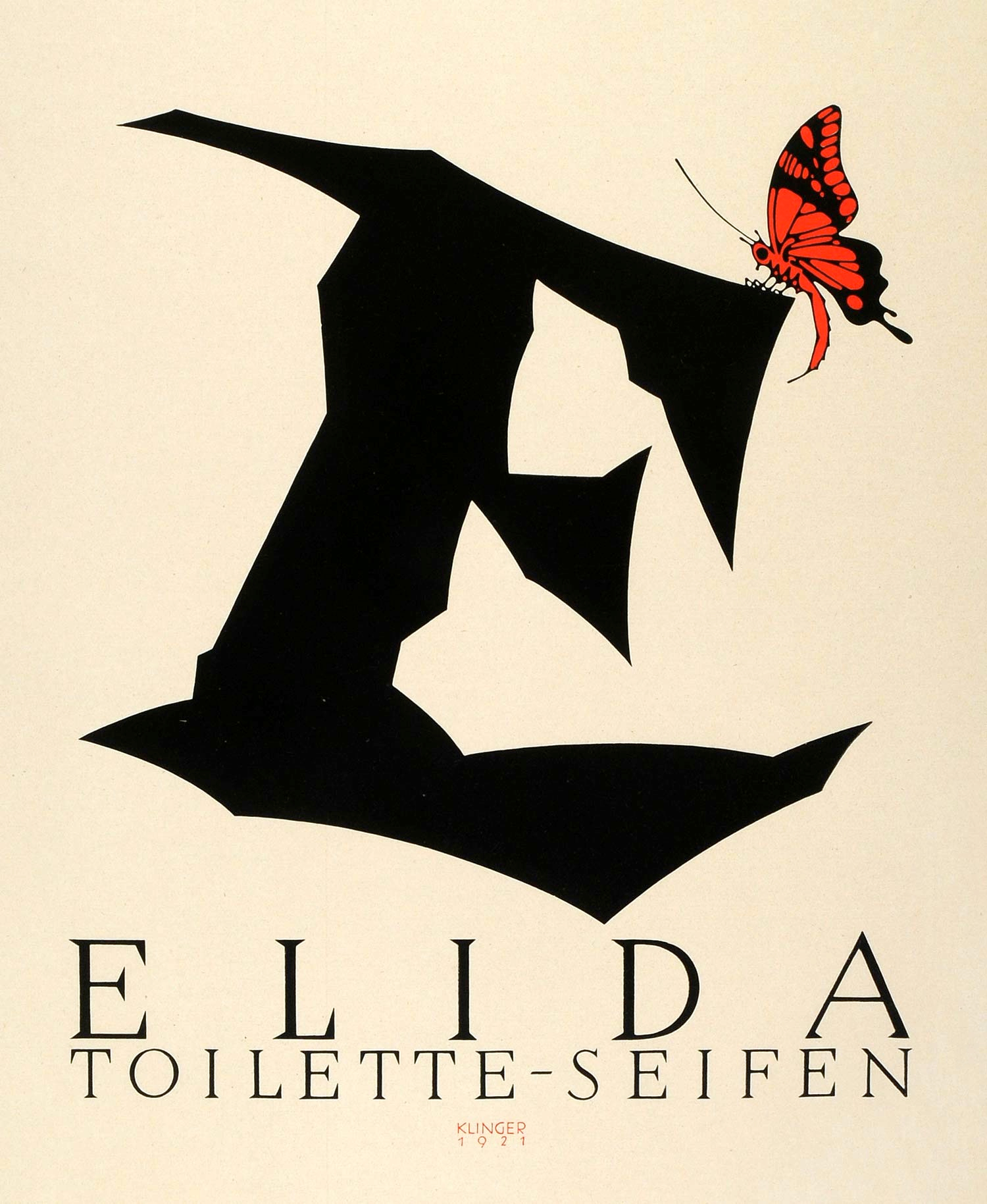
ملصق لصابون المرحاض "Elida" ، (1921).
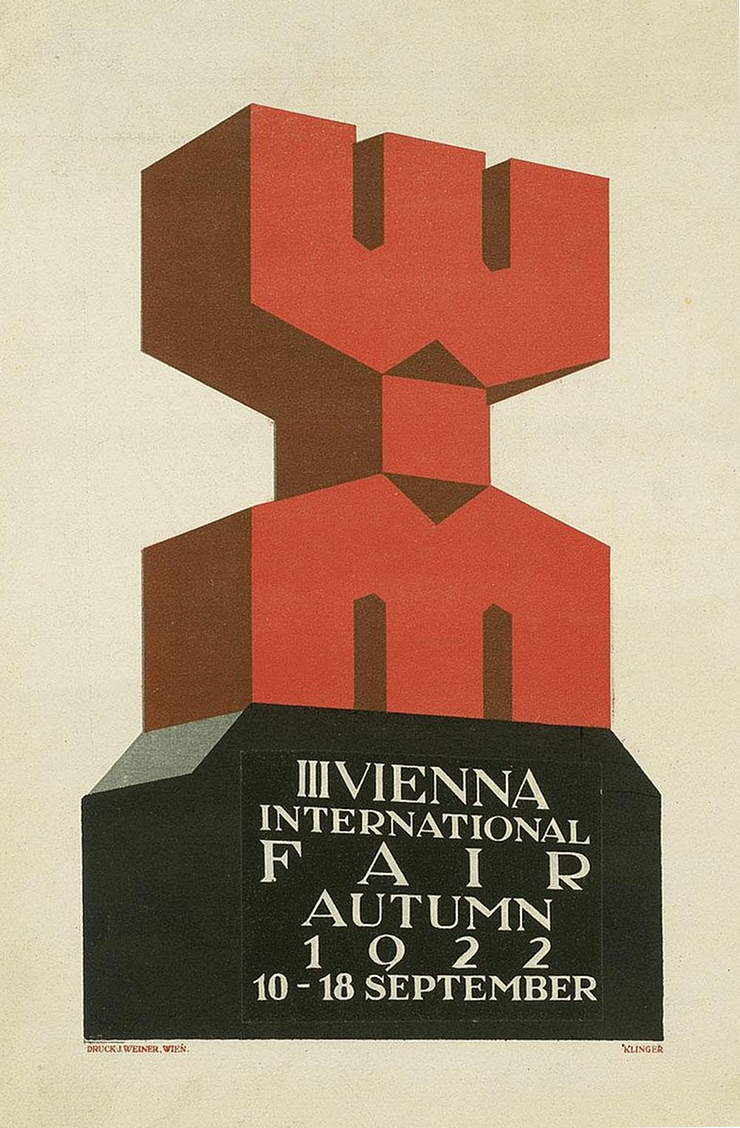
فوير دي فيين (1922).
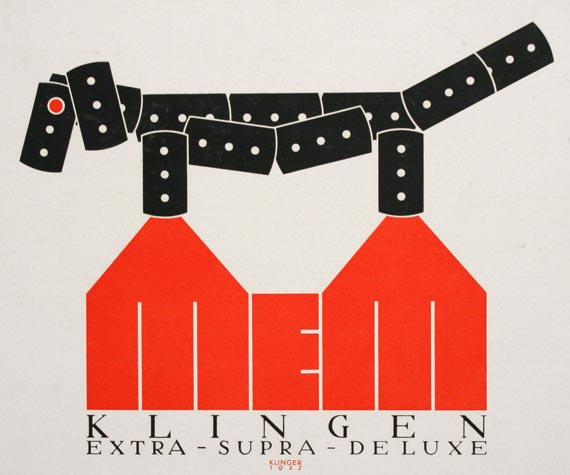
Lame de rasoir du viennois ME Mayer (1922).
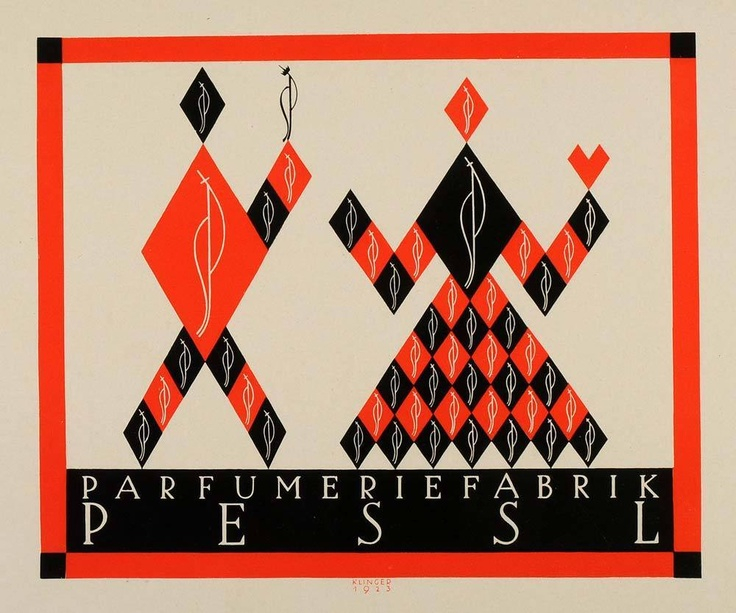
ملصق لشركة العطور الفيينيه Pessl (1923).